# Gelbbäuchige Hausfledermaus
Die Gelbbäuchige Hausfledermaus (Scotophilus dinganii) ist ein in Afrika verbreitetes Fledertier in der Unterfamilie der Eigentlichen Glattnasen. In älteren Abhandlungen zu dieser Art kommen oft Verwechslungen mit anderen Hausfledermäusen vor.
Der Artzusatz im wissenschaftlichen Namen bezieht sich auf den Zulukönig Dingane (1795–1840).

## Merkmale
Die Gelbbäuchige Hausfledermaus erreicht eine Gesamtlänge von 120 bis 155 mm, eine Schwanzlänge von 46 bis 65 mm und ein Gewicht von 15 bis 36 g. Sie hat 47 bis 60 mm lange Unterarme, Hinterfüße von 10 bis 14 mm Länge und 11 bis 22 mm lange Ohren. Die Farbe des Fells der Oberseite variiert zwischen dunkelbraun, graubraun, rotbraun oder grünbraun. Das Fell der Unterseite ist hellgelb, intensiv gelb, orangegelb oder weißlich.

## Verbreitung
Diese Fledermaus lebt in weiten Gebieten Afrikas südlich der Sahara. Sie kommt nicht im zentralen Kongobecken, im Westen Südafrikas und im Norden Mosambiks vor. Die Exemplare halten sich vorwiegend im Flachland auf. Als Habitat dienen trockene und feuchte Savannen.

## Lebensweise
Wie aus dem deutschen Namen ersichtlich, ruht die Art oft unter Dächern oder in anderen Gebäudeteilen. Zusätzlich nutzt sie Baumhöhlen als Versteck. Am Ruheplatz kommen einzelne Exemplare oder Gruppen mit 20 oder 30 Mitgliedern vor. In den Nestern können sie höhere Temperaturen vertragen. Gemischte Gruppen mit anderen Fledermäusen sind nicht bekannt. Populationen, die im Sommer auf Hochebenen leben, wandern vor dem Winter in tiefere Gebiete.
In der Dämmerung und Nacht findet die Jagd auf Insekten statt. Dabei nutzt die Art moderate Höhen über dem Grund. Gelegentlich ist der Magen gefüllt, bevor völlige Dunkelheit eintritt. Zur Beute zählen vorwiegend Käfer, die mit anderen fliegenden Insekten komplettiert werden. Die Rufe zur Echoortung enden meist bei einer Frequenz von 25 bis 35 kHz.
Das Fortpflanzungsverhalten ist nur von Weibchen, die in Gefangenschaft gehalten wurden, bekannt. Bei diesen hatte ein Wurf zwei Neugeborene, die sich bis zur dritten Nacht an den Zitzen der Mutter festgesaugt hatten. Bei Populationen in Malawi erfolgt die Geburt im Südsommer. In Ostafrika können zwei Würfe pro Jahr vorkommen.
Hausfledermäuse sind eine bekannte Beute für den Fledermausadler.

## Gefährdung
Für den Bestand liegen keine Bedrohungen vor. Die IUCN listet die Gelbbäuchige Hausfledermaus deshalb und aufgrund der weiten Verbreitung als nicht gefährdet (least concern).